# Campionato mondiale Supersport 2004
Il Campionato mondiale Supersport 2004 è la sesta edizione del campionato mondiale Supersport.
Vincitore del campionato piloti è stato Karl Muggeridge su Honda CBR 600RR del team Ten Kate Honda, che ha sopravanzato di 72 lunghezze il connazionale e compagno di squadra Broc Parkes. Dopo un inizio di stagione dove realizza 12 punti, Muggeridge si impone con grande decisione, vincendo 7 delle 8 gare restanti in calendario. L'unico pilota che ha approfittato dell'iniziale momento di difficoltà di Muggeridge è stato Jurgen van den Goorbergh su Yamaha YZF R6 del team Yamaha Italia, che grazie alla vittoria realizzata alla prima gara a Valencia e a tre successivi podi, riesce a tenere la leadership del mondiale nella prima parte della stagione, salvo flettere in negativo i suoi risultati nella seconda parte chiudendo terzo nella graduatoria.
Nel campionato riservato ai costruttori vittoria della Honda, che riesce a vincere sette gare (la vittoria a Oschersleben non viene considerata per il costruttore a causa di irregolarità tecniche), lasciando alla Yamaha, seconda staccata di 36 punti, due vittorie. Esordio nel campionato per la Triumph, che con Craig Jones partecipa a due gare come wildcard, riuscendo a totalizzare 4 punti.
In questa annata viene designata quale fornitore unico degli pneumatici la Pirelli, tale riforma ha lo scopo di livellare le prestazioni e rendere competitivi anche i team non supportati ufficialmente dalle case motociclistiche.

## Piloti partecipanti
fonte
Tutte le motociclette in competizione sono equipaggiate con pneumatici forniti dalla Pirelli.
| Nº  | Pilota                   | Squadra                     | Motocicletta        |
| --- | ------------------------ | --------------------------- | ------------------- |
| 2   | Stéphane Chambon         | Suzuki Alstare Corona Extra | Suzuki GSX-R 600    |
| 4   | Jurgen van den Goorbergh | Yamaha Italia               | Yamaha YZF R6       |
| 8   | Alessio Corradi          | Italia Megabike             | Honda CBR 600RR     |
| 9   | Tekkyū Kayō              | Yamaha Italia               | Yamaha YZF R6       |
| 10  | Kai Børre Andersen       | Kawasaki Docshop Racing     | Kawasaki ZX6 RR     |
| 11  | Kevin Curtain            | Yamaha Motor Deutschland    | Yamaha YZF R6       |
| 12  | Javier Forés             | Mega Bike                   | Suzuki GSX-R 600    |
| 14  | Anthony West             | Italia Megabike             | Honda CBR 600RR     |
| 15  | Matteo Baiocco           | Lorenzini by Leoni          | Yamaha YZF R6       |
| 16  | Sébastien Charpentier    | Klaffi Honda                | Honda CBR 600RR     |
| 17  | Tobias Kirmeier          | Alpha Technik - Van Zon     | Honda CBR 600RR     |
| 18  | Denis Sacchetti          | Italia Megabike             | Honda CBR 600RR     |
| 19  | Walter Tortoroglio       | Celani Team - Suzuki Italia | Suzuki GSX-R 600    |
| 19  | Walter Tortoroglio       | Kawasaki Bertocchi          | Kawasaki ZX6 RR     |
| 20  | Vittorio Iannuzzo        | Suzuki Alstare Corona Extra | Suzuki GSX-R 600    |
| 21  | Vittoriano Guareschi     | Ducati Breil                | Ducati 749 R        |
| 22  | Stefano Cruciani         | Kawasaki Bertocchi          | Kawasaki ZX6 RR     |
| 23  | Broc Parkes              | Ten Kate Honda              | Honda CBR 600RR     |
| 24  | Matthieu Lagrive         | Moto 1                      | Suzuki GSX-R 600    |
| 25  | Giovanni Bussei          | SL Racing                   | Ducati 749 R        |
| 26  | Roberto Pandilla         | Kawasaki Pro Racing Osasuna | Kawasaki ZX6 RR     |
| 27  | Cristiano Migliorati     | Lightspeed                  | Kawasaki ZX6 RR     |
| 30  | Alessandro Antonello     | Kawasaki Bertocchi          | Kawasaki ZX6 RR     |
| 31  | Karl Muggeridge          | Ten Kate Honda              | Honda CBR 600RR     |
| 33  | Craig Coxhell            | Yamaha Motor Deutschland    | Yamaha YZF R6       |
| 35  | Gilles Boccolini         | Italia Megabike             | Honda CBR 600RR     |
| 37  | Katsuaki Fujiwara        | Suzuki Alstare Corona Extra | Suzuki GSX-R 600    |
| 38  | Antonio Carlacci         | Start Team                  | Yamaha YZF R6       |
| 39  | Nicky Wimbauer           | Team Trasimeno              | Yamaha YZF R6       |
| 40  | Maurizio Tumminello      | Rine Racing                 | Yamaha YZF R6       |
| 41  | Diego Giugovaz           | Velox Team                  | Honda CBR 600RR     |
| 43  | Andrea Berta             | Biassono Racing             | Honda CBR 600RR     |
| 44  | Iain MacPherson          | Alpha Technik - Van Zon     | Honda CBR 600RR     |
| 44  | Iain MacPherson          | SL Racing                   | Ducati 749 R        |
| 45  | Sébastien Le Grelle      | LeGrelle Dholda Moto P.     | Honda CBR 600RR     |
| 46  | Barry Veneman            | Suzuki Nederland            | Suzuki GSX-R 600    |
| 48  | Pere Riba                | MSS Discovery               | Kawasaki ZX6 RR     |
| 49  | Ron Van Steenbergen      | Kobutex Honda               | Honda CBR 600RR     |
| 50  | Steve Brogan             | IRT Honda Israel            | Honda CBR 600RR     |
| 51  | Roman Stamm              | Suzuki Swiss                | Suzuki GSX-R 600    |
| 52  | Arie Vos                 | Pajic-Kawasaki              | Kawasaki ZX6 RR     |
| 53  | Jeroen Turkstra          | Koerhuls - RRTH             | Honda CBR 600RR     |
| 54  | Jan Hanson               | Kobutex Honda               | Honda CBR 600RR     |
| 55  | Massimo Roccoli          | Bike Service                | Yamaha YZF R6       |
| 55  | Massimo Roccoli          | Lorenzini by Leoni          | Yamaha YZF R6       |
| 56  | Sahar Zvik               | IRT Honda Israel            | Honda CBR 600RR     |
| 57  | Lorenzo Lanzi            | Ducati Breil                | Ducati 749 R        |
| 61  | Hervé Gantner            | Klaffi Honda                | Honda CBR 600RR     |
| 64  | Jarno Janssen            | Suzuki Nederland            | Suzuki GSX-R 600    |
| 69  | Jimmy Lindstrom          | Klaffi Honda                | Honda CBR 600RR     |
| 70  | Yaniv Peleg              | IRT Honda Israel            | Honda CBR 600RR     |
| 71  | Werner Daemen            | Alpha Technik - Van Zon     | Honda CBR 600RR     |
| 72  | Arne Tode                | Ecko Racing                 | Yamaha YZF R6       |
| 73  | Jesco Günther            | Alpha Technik               | Honda CBR 600RR     |
| 74  | Brendan Clarke           | Nikon Yamaha Racing         | Yamaha YZF R6       |
| 75  | Joshua Brookes           | Castrol Honda cing          | Honda CBR 600RR     |
| 76  | Max Neukirchner          | Klaffi Honda                | Honda CBR 600RR     |
| 77  | Mark Stanley             | MSR Liscycles.com           | Yamaha YZF R6       |
| 78  | Luke Quigley             | Buildbase Knotts Racing     | Suzuki GSX-R 600    |
| 79  | Tom Tunstall             | Vitrans / Hardinge M.T.     | Honda CBR 600RR     |
| 80  | Yann Lussiana            | Aspi Lussiana               | Yamaha YZF R6       |
| 81  | Craig Jones              | Valmoto Triumph             | Triumph Daytona 600 |
| 82  | Philippe Donischal       | Moto 1                      | Suzuki GSX-R 600    |
| 84  | Michel Fabrizio          | Italia Megabike             | Honda CBR 600RR     |
| 85  | Tage Solberg             | Solberg Racing              | Yamaha YZF R6       |
| 86  | Victor Carrasco          | Monlau Repsol Honda         | Honda CBR 600RR     |
| 87  | David Muscat             | SL Racing                   | Ducati 749 R        |
| 88  | Andrew Pitt              | Yamaha Italia               | Yamaha YZF R6       |
| 90  | Alessandro Melone        | Celani Team - Suzuki Italia | Suzuki GSX-R 600    |
| 91  | Iván Silva               | IRT Honda Israel            | Honda CBR 600RR     |
| 93  | Christian Kellner        | Yamaha Motor Deutschland    | Yamaha YZF R6       |
| 94  | Yaron Salinger           | IRT Honda Israel            | Honda CBR 600RR     |
| 95  | Eli Chen                 | IRT Honda Israel            | Honda CBR 600RR     |
| 96  | Dean Ellison             | IRT Honda Israel            | Honda CBR 600RR     |
| 99  | Fabien Foret             | Yamaha Italia               | Yamaha YZF R6       |
| 132 | Yoann Tiberio            | Yamaha France               | Yamaha YZF R6       |

| Legenda            |
| ------------------ |
| Pilota wildcard    |
| Pilota sostitutivo |

## Calendario
| Nº | Data         | Gran Premio | Circuito         | Pole Position         | Vincitore gara           | Leader del campionato    | Resoconto |
| -- | ------------ | ----------- | ---------------- | --------------------- | ------------------------ | ------------------------ | --------- |
| 1  | 29 febbraio  | Spagna      | Valencia         | Karl Muggeridge       | Jurgen van den Goorbergh | Jurgen van den Goorbergh | Resoconto |
| 2  | 28 marzo     | Australia   | Phillip Island   | Karl Muggeridge       | Joshua Brookes           | Jurgen van den Goorbergh | Resoconto |
| 3  | 18 aprile    | San Marino  | Misano Adriatico | Sébastien Charpentier | Karl Muggeridge          | Jurgen van den Goorbergh | Resoconto |
| 4  | 16 maggio    | Italia      | Monza            | Karl Muggeridge       | Karl Muggeridge          | Jurgen van den Goorbergh | Resoconto |
| 5  | 30 maggio    | Germania    | Oschersleben     | Karl Muggeridge       | Karl Muggeridge          | Karl Muggeridge          | Resoconto |
| 6  | 13 giugno    | Regno Unito | Silverstone      | Karl Muggeridge       | Fabien Foret             | Karl Muggeridge          | Resoconto |
| 7  | 1º agosto    | Europa      | Brands Hatch     | Karl Muggeridge       | Karl Muggeridge          | Karl Muggeridge          | Resoconto |
| 8  | 5 settembre  | Paesi Bassi | Assen            | Karl Muggeridge       | Karl Muggeridge          | Karl Muggeridge          | Resoconto |
| 9  | 26 settembre | Italia      | Imola            | Karl Muggeridge       | Karl Muggeridge          | Karl Muggeridge          | Resoconto |
| 10 | 3 ottobre    | Francia     | Magny-Cours      | Broc Parkes           | Karl Muggeridge          | Karl Muggeridge          | Resoconto |

## Classifiche

### Classifica Piloti[1]
| Pos. | Pilota                   | Moto              |     |     |     |     |     |     |     |     |     |     | P.ti |
| ---- | ------------------------ | ----------------- | --- | --- | --- | --- | --- | --- | --- | --- | --- | --- | ---- |
| 1    | Karl Muggeridge          | Honda             | 8   | 12  | 1   | 1   | 1   | 2   | 1   | 1   | 1   | 1   | 207  |
| 2    | Broc Parkes              | Honda             | Rit | 4   | Rit | 2   | 2   | 3   | 4   | 4   | 2   | 2   | 135  |
| 3    | Jurgen van den Goorbergh | Yamaha            | 1   | 3   | 3   | 3   | 7   | 6   | 3   | 5   | Rit | 5   | 130  |
| 4    | Sébastien Charpentier    | Honda             | SQ  | 5   | Rit | 4   | 3   | 8   | 2   | 2   | 3   | 3   | 120  |
| 5    | Lorenzo Lanzi            | Ducati            | 4   | 9   | 6   | 15  | 10  | 4   | 10  | 20  | 4   | 4   | 82   |
| 6    | Kevin Curtain            | Yamaha            | 9   | 2   | 2   | Rit | Rit | 5   | 5   | Rit | Rit | Rit | 69   |
| 7    | Fabien Foret             | Yamaha            | 2   | 6   | Rit | SQ  | Rit | 1   | Rit | Rit | 5   | Rit | 66   |
| 8    | Stéphane Chambon         | Suzuki            | 5   | 10  | 7   | Rit | 4   | 10  | 8   | 13  | 8   | Rit | 64   |
| 9    | Max Neukirchner          | Honda             | 14  | 8   | Rit | 6   | 5   | 11  | 11  | 7   | 11  | 8   | 63   |
| 10   | Katsuaki Fujiwara        | Suzuki            | 3   | 11  | 4   | Rit | 6   | Rit | 7   | Rit | 14  | Rit | 55   |
| 11   | Alessio Corradi          | Honda             | Rit | 7   | 5   | Rit | 9   | 9   | 6   | NP  |     |     | 44   |
| 12   | Andrew Pitt              | Yamaha            |     |     |     |     |     |     |     | 3   | 6   | 6   | 36   |
| 13   | Christian Kellner        | Yamaha            | Rit | Rit | Rit | 5   | 8   | Rit | Rit | 9   | 15  | 13  | 30   |
| 14   | Matthieu Lagrive         | Suzuki            | 11  | 15  | 13  | 9   | 16  | 15  | 15  | 14  | 19  | 9   | 27   |
| 15   | Joshua Brookes           | Honda             |     | 1   |     |     |     |     |     |     |     |     | 25   |
| 16   | Vittorio Iannuzzo        | Suzuki            | 6   | 13  | 9   | SQ  | Rit | Rit | Rit | Rit |     |     | 20   |
| 17   | Matteo Baiocco           | Yamaha            | 13  | Rit | Rit | Rit | 17  | 13  | 16  | 15  | 9   | 10  | 20   |
| 18   | Giovanni Bussei          | Ducati            | Rit | Rit | 8   | 7   | Rit | Rit |     |     |     |     | 17   |
| 19   | Jan Hanson               | Honda             |     |     |     | 10  |     |     |     | 6   |     |     | 16   |
| 20   | Barry Veneman            | Suzuki            |     |     |     |     | 11  |     |     | 10  |     | 12  | 15   |
| 21   | Massimo Roccoli          | Yamaha            |     |     | 11  | 11  |     |     |     |     |     | 11  | 15   |
| 22   | Craig Coxhell            | Yamaha            |     |     |     |     |     |     |     |     | 12  | 7   | 13   |
| 23   | Stefano Cruciani         | Kawasaki          | 10  | 14  | Rit | Rit | Rit | Rit | 19  | 12  | Rit |     | 12   |
| 24   | Denis Sacchetti          | Honda             | Rit | 17  | 14  | 12  | 13  | 16  | 18  | 17  | 13  | Rit | 12   |
| 25   | Werner Daemen            | Honda             | 7   |     |     |     | 14  |     |     | Rit |     |     | 11   |
| 26   | Kai Børre Andersen       | Kawasaki          | 15  |     |     |     | 12  |     |     | 11  |     |     | 10   |
| 27   | Michel Fabrizio          | Honda             |     |     |     |     |     |     |     |     | 7   | Rit | 9    |
| 28   | Pere Riba                | Kawasaki          |     |     |     |     |     | 7   |     |     |     |     | 9    |
| 29   | Arie Vos                 | Kawasaki          |     |     |     |     |     |     |     | 8   |     |     | 8    |
| 30   | Vittoriano Guareschi     | Ducati            |     |     |     | 8   |     |     |     |     |     |     | 8    |
| 31   | Walter Tortoroglio       | Suzuki e Kawasaki | Rit | 16  | 10  | Rit | 18  | Rit | 14  | NP  |     | Rit | 8    |
| 32   | Anthony West             | Honda             |     |     |     |     |     |     | 9   |     |     |     | 7    |
| 33   | Alessandro Antonello     | Kawasaki          |     |     |     |     |     |     |     |     | 10  |     | 6    |
| 34   | Luke Quigley             | Suzuki            |     |     |     |     |     | Rit | 12  |     |     |     | 4    |
| 35   | Craig Jones              | Triumph           | Rit |     |     |     |     | 12  |     |     |     |     | 4    |
| 36   | Antonio Carlacci         | Yamaha            |     |     | 12  |     |     |     |     |     |     |     | 4    |
| 37   | Arne Tode                | Yamaha            | 12  |     |     |     | Rit | Rit |     |     |     |     | 4    |
| 38   | Tom Tunstall             | Honda             |     |     |     |     |     |     | 13  |     |     |     | 3    |
| 39   | Diego Giugovaz           | Honda             |     |     |     | 13  |     |     |     |     |     |     | 3    |
| 40   | Sébastien Le Grelle      | Honda             | 16  |     |     |     | 15  | 14  | 17  | 19  | 17  | Rit | 3    |
| 41   | Jimmy Lindstrom          | Honda             |     |     |     |     |     |     |     |     | Rit | 14  | 2    |
| 42   | Ron van Steenbergen      | Honda             |     |     |     | 14  |     |     |     | NP  |     |     | 2    |
| 43   | Philippe Donischal       | Suzuki            |     |     |     |     |     |     |     |     | 16  | 15  | 1    |
| 44   | Eli Chen                 | Honda             | NQ  |     | 15  | NQ  |     | 17  | NQ  | NQ  | NQ  | NQ  | 1    |
| NC   | Jarno Janssen            | Suzuki            |     |     |     |     | Rit |     |     | Rit |     | 16  | 0    |
| -    | Iain MacPherson          | Honda e Ducati    |     |     |     |     | Rit |     |     | 16  | Rit |     | 0    |
| -    | Nicky Wimbauer           | Yamaha            |     |     | 16  | Rit |     |     |     |     | Rit |     | 0    |
| -    | Yann Lussiana            | Yamaha            |     |     |     |     |     |     |     |     |     | 17  | 0    |
| -    | Roberto Pandilla         | Kawasaki          |     |     |     |     |     |     |     |     |     | 18  | 0    |
| -    | Andrea Berta             | Honda             |     |     |     | Rit |     |     |     | Rit | 18  |     | 0    |
| -    | Roman Stamm              | Suzuki            |     |     |     |     | Rit |     |     | 18  |     |     | 0    |
| -    | Yaniv Peleg              | Honda             |     | 18  |     |     |     |     |     |     |     |     | 0    |
| -    | Tage Solberg             | Yamaha            |     |     |     |     |     |     |     |     |     | 19  | 0    |
| -    | Dean Ellison             | Honda             |     |     |     |     | 19  | Rit | Rit |     |     |     | 0    |
| -    | Iván Silva               | Honda             |     |     |     |     |     |     |     | Rit |     | Rit | 0    |
| -    | Yohann Tiberio           | Yamaha            |     |     |     |     |     |     | Rit |     |     | Rit | 0    |
| -    | Hervé Gantner            | Honda             |     |     |     |     |     |     |     |     |     | Rit | 0    |
| -    | Alessandro Melone        | Suzuki            |     |     |     |     |     |     |     |     | Rit | NP  | 0    |
| -    | Tobias Kirmeier          | Honda             | Rit |     |     |     |     |     |     | Rit |     |     | 0    |
| -    | Jeroen Turkstra          | Honda             |     |     |     |     |     |     |     | Rit |     |     | 0    |
| -    | Tekkyu Kayoh             | Yamaha            |     |     |     |     | Rit |     |     |     |     |     | 0    |
| -    | Jesco Günther            | Honda             |     |     |     |     | Rit |     |     |     |     |     | 0    |
| -    | Cristiano Migliorati     | Kawasaki          |     |     |     | Rit |     |     |     |     |     |     | 0    |
| -    | Gilles Boccolini         | Honda             |     |     |     | Rit |     |     |     |     |     |     | 0    |
| -    | Steve Brogan             | Honda             |     | Rit | Rit |     |     |     |     |     |     |     | 0    |
| -    | Maurizio Tumminello      | Yamaha            |     |     | Rit |     |     |     |     |     |     |     | 0    |
| -    | Mark Stanley             | Yamaha            |     | Rit |     |     |     |     |     |     |     |     | 0    |
| -    | Javier Forés             | Suzuki            | Rit |     |     |     |     |     |     |     |     |     | 0    |
| -    | Victor Carrasco          | Honda             | Rit |     |     |     |     |     |     |     |     |     | 0    |
| -    | David Muscat             | Ducati            |     |     |     |     |     |     |     |     |     | NP  | 0    |
| -    | Brendan Clarke           | Yamaha            |     | NP  |     |     |     |     |     |     |     |     | 0    |
| -    | Sahar Zvik               | Honda             |     |     |     | NQ  | NQ  |     |     |     |     |     | 0    |
| -    | Yaron Salinger           | Honda             | NQ  |     |     |     |     |     |     |     |     |     | 0    |
| Pos  | Pilota                   | Moto              |     |     |     |     |     |     |     |     |     |     | P.ti |

| Legenda | 1º posto        | 2º posto            | 3º posto           | A punti      | Senza punti        | Grassetto – Pole position Corsivo – Giro più veloce |
| Legenda | Gara non valida | Non qual./Non part. | Ritirato/Non class | Squalificato | '-' Dato non disp. | Grassetto – Pole position Corsivo – Giro più veloce |

### Sistema di punteggio
| Pos.  | 1  | 2  | 3  | 4  | 5  | 6  | 7 | 8 | 9 | 10 | 11 | 12 | 13 | 14 | 15 | 16> |
| Punti | 25 | 20 | 16 | 13 | 11 | 10 | 9 | 8 | 7 | 6  | 5  | 4  | 3  | 2  | 1  | 0   |

### Costruttori[2]
Nella gara tedesca svoltasi sul circuito di Oschersleben, risultano delle divergenze tra i piazzamenti realizzati dai piloti ed i punti effettivamente assegnati ai costruttori. Infatti la gara è stata vinta da un pilota della Honda (Muggeridge) ma a causa di una difformità tra il peso dichiarato del perno della ruota posteriore e quello effettivamente rilevato nelle sei CBR600RR ufficiali (quelle dei team: Italia Megabike, Klaffi Honda e Ten Kate Honda), la vittoria, solo per la classifica riservata ai costruttori, viene assegnata alla Suzuki (che al traguardo aveva ottenuto solo il quarto posto con Chambon). Inizialmente la squalifica era stata comminata anche ai piloti ma in seguito, dimostrato che si è trattato di un semplice errore di trascrizione dei pesi nei documenti ufficiali, è stato punito solo il costruttore, al quale non sono stati considerati i piazzamenti dei sei piloti risultati non conformi ai controlli.
| Pos. | Costruttore | Motocicletta |     |    |     |     |   |    |    |    |    |    | P.ti |
| ---- | ----------- | ------------ | --- | -- | --- | --- | - | -- | -- | -- | -- | -- | ---- |
| 1    | Honda       | CBR 600RR    | 7   | 1  | 1   | 1   | 8 | 2  | 1  | 1  | 1  | 1  | 212  |
| 2    | Yamaha      | YZF R6       | 1   | 2  | 2   | 3   | 3 | 1  | 3  | 3  | 5  | 5  | 176  |
| 3    | Suzuki      | GSX 600R     | 3   | 10 | 4   | 9   | 1 | 10 | 7  | 10 | 8  | 9  | 103  |
| 4    | Ducati      | 749 R        | 4   | 9  | 6   | 7   | 5 | 4  | 10 | 16 | 4  | 4  | 95   |
| 5    | Kawasaki    | ZX 6RR       | 10  | 14 | Rit | Rit | 7 | 7  | 19 | 8  | 10 | 18 | 40   |
| 6    | Triumph     | Daytona 600  | Rit |    |     |     |   | 12 |    |    |    |    | 4    |